# ابسیدین

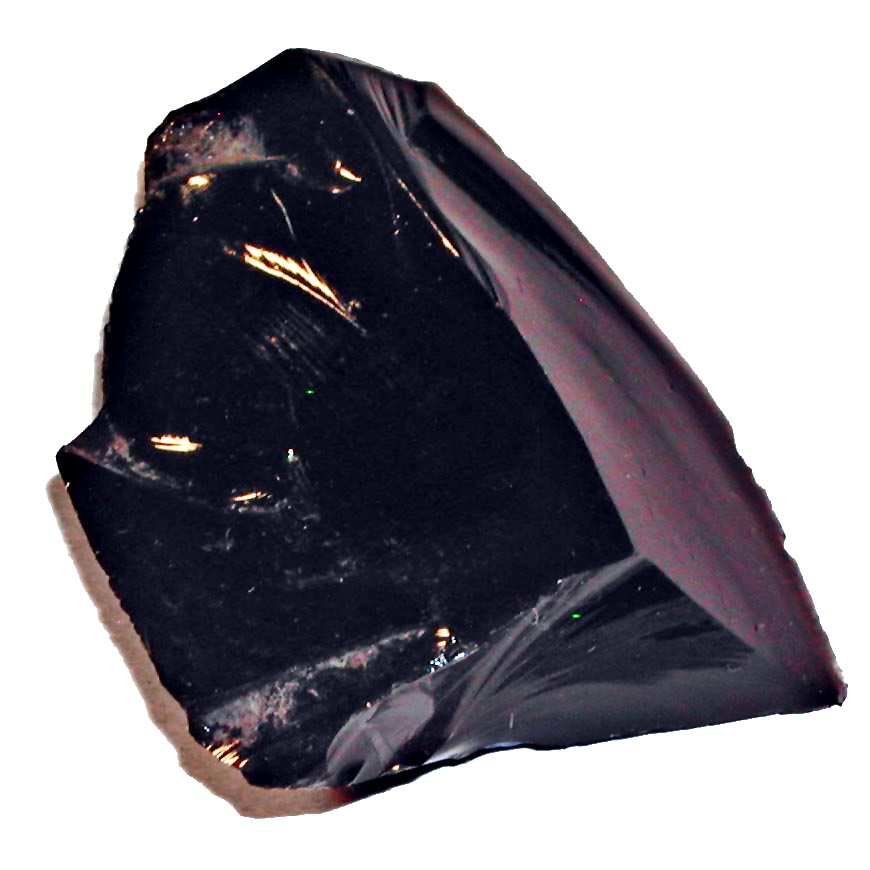

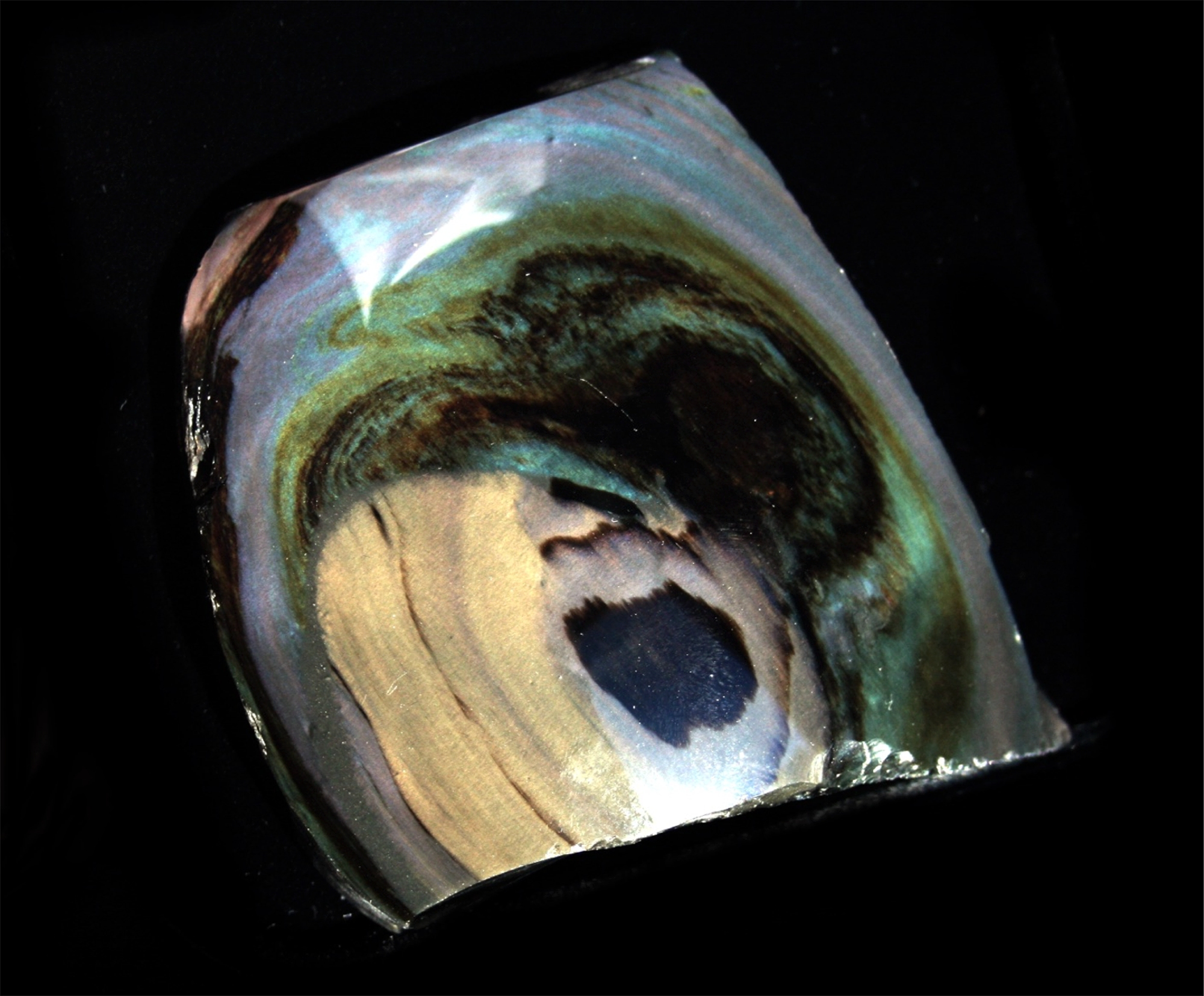

اُبسیدیَن (Obsidian) یا شیشه‌سنگ، سنگی است که از گدازهٔ سردشده با سرعت بالا ساخته شده است.
بشر در دوران سنگ از ابسیدین تراش داده شده به عنوان ابزار استفاده می‌کرده است و امروزه از آن به عنوان ماده خام صنایع استفاده می‌کند. در گذشته مردم فکر می‌کردند ابسیدین راهی به جهانی دیگر یا دوزخ است.
امروزه از ابسیدین به عنوان چاقوی جراحی استفاده می‌شود، زیرا از هر چاقوی فلزی تیزتر است و ناهمواری ندارد. 
ابسیدین یک شیشه آتشفشانی طبیعی است که زمانی پدید می‌آید که گدازهٔ سنگ بیرونی برخاسته از یک آتشفشان با سرعت زیاد سرد شود و فرصت کمی برای رشد بلور داشته باشد. این ماده یک سنگ آذرین به‌شمار می‌آید. از آن‌جا که ابسیدین از گدازهٔ فلسیک پدید می‌آید، سرشار از عناصر سبک‌تری مانند سیلیسیم، اکسیژن، آلومینیم، سدیم و پتاسیم است.
ابسیدین سنگی غنی از سیلیکات است که بافت شیشه‌ای سیاه‌رنگی دارد. اگرچه این سنگ ترکیب شیمیایی دقیقی ندارد اما سنگی است که بیش از ۷۰ درصد سیلیسم دارد. 
ابسیدین معمولاً در حاشیهٔ جریان‌های ریولیت که به «جریان‌های ابسیدینی» معروف‌اند یافت می‌شود. این جریان‌ها به‌دلیل درصد بالای سیلیسیم دی‌اکسید، گران‌روی زیادی دارند. گران‌روی بالا از نفوذ اتمی درون گدازه جلوگیری می‌کند و در نتیجه نخستین گام هسته‌زایی برای تشکیل بلورهای معدنی مهار می‌شود. این عامل، همراه با سردشدن سریع، سبب می‌شود گدازه به‌جای تشکیل بلور، شیشه‌ای طبیعی ایجاد کند.
ابسیدین سخت، شکننده و جامد اریخت است؛ بنابراین دارای شکستگی صدفی با لبه‌های تیز است. در گذشته برای ساخت ابزارهای برش و سوراخ‌کاری به کار می‌رفت و به‌طور آزمایشی در نیشتر جراحی نیز استفاده شده است.

## خاستگاه و ویژگی‌ها

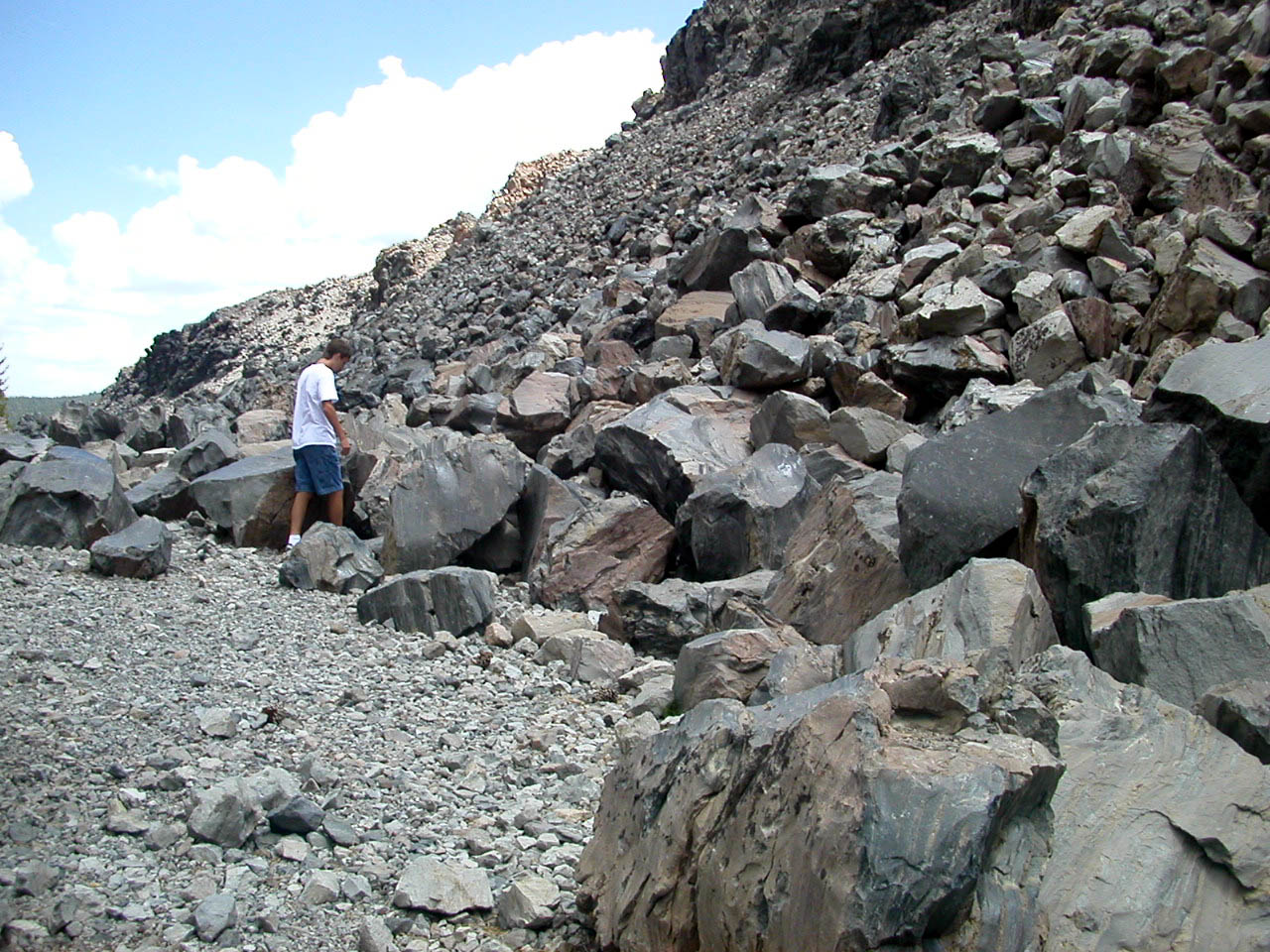
انباشت دامنه واریزه‌ای ابسیدین در ابسیدین دوم، کالیفرنیا

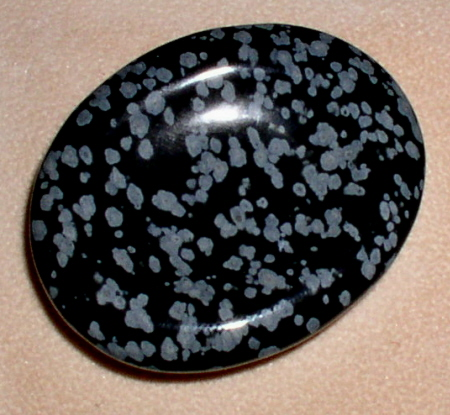
ابسیدین «برفی» صیقلی که در نتیجهٔ دربرگرفتن بلورهای کریستوبالیت شکل گرفته است

نویسنده رومی، پلینیوس در اثر خود تاریخ طبیعی به شیشهٔ آتشفشانی با نام «سنگ ابسیدین» (lapis obsidianus) اشاره می‌کند که کاشفی رومی به نام ابسیدیوس در حبشه یافته بود.
ابسیدین بر اثر سردشدن سریع گدازه شکل می‌گیرد. تشکیل بیرونی ابسیدین زمانی رخ می‌دهد که گدازهٔ فلسیک به‌سرعت در لبهٔ جریان یا گنبد آتشفشانی سرد شود، یا هنگام تماس ناگهانی گدازه با آب یا هوا. تشکیل درونی ابسیدین نیز ممکن است زمانی رخ دهد که گدازهٔ فلسیک در لبه‌های یک آذرین‌تیغه سرد شود.
تکتیتها زمانی به‌عنوان ابسیدین تولیدشده در فوران‌های آتشفشانی ماهی تلقی می‌شدند، هرچند امروزه تعداد کمی از دانشمندان از این فرضیه پیروی می‌کنند.
ابسیدین خواص معدنی دارد اما به دلیل بلورین نبودن (ماهیت شیشه‌ای) و ترکیب شیمیایی متغیر، یک کانی واقعی نیست و گاه به‌عنوان کانی‌نما طبقه‌بندی می‌شود. با وجود رنگ تیرهٔ ابسیدین که آن را به سنگ‌های مافیک مانند بازالت شبیه می‌کند، ترکیب آن بسیار فلسیک است؛ ابسیدین عمدتاً از SiO2 (سیلیسیم دی‌اکسید) تشکیل می‌شود که معمولاً بیش از ۷۰٪ وزن آن را شامل می‌شود و بقیه از اکسیدهای آلومینیم، آهن، پتاسیم، سدیم و کلسیم تشکیل شده است. سنگ‌های بلورین با ترکیب مشابه شامل گرانیت و ریولیت هستند. ابسیدین به‌دلیل شبه‌پایداری در سطح زمین به‌مرور واشیشه‌ای‌شده و به بلورهای ریزدانه تبدیل می‌شود؛ بنابراین ابسیدین‌های قدیمی‌تر از دورهٔ میوسن کمیاب‌اند. نمونه‌هایی استثنائی از ابسیدین شامل یک کرتاسهٔ «تاف جوش‌خورده» و یک اردویسین نیمه‌واشیشه‌ای‌شده در قالب پرلایت است. این تغییر شکل با حضور آب تسریع می‌شود. هرچند ابسیدین تازه‌تشکیل معمولاً کمتر از ۱٪ آب وزنی دارد، با قرار گرفتن در معرض آب‌های زیرزمینی به‌تدریج آبدیده شده و به پرلایت تبدیل می‌شود.
ابسیدینِ خالص معمولاً ظاهری تیره دارد، گرچه رنگ آن بسته به ناخالصی‌های موجود متفاوت است. وجود فلزات واسطه مانند آهن می‌تواند رنگی بین قهوه‌ای تیره تا سیاه به ابسیدین بدهد. بیشتر ابسیدین‌های سیاه دارای نانوذره‌هایی از مگنتیت (یک آهن اکسید) هستند. تنها تعداد اندکی از نمونه‌های ابسیدین تقریباً بی‌رنگ‌اند. در برخی سنگ‌ها، ادخال بلورهای کوچک، سفید و شعاعی‌چین‌خورده‌ای از کانی کریستوبالیت در شیشهٔ سیاه‌رنگ، الگوی لکه‌دار یا «برفی» ایجاد می‌کنند (ابسیدین برفی). ابسیدین همچنین ممکن است شامل الگوهایی از حباب‌های گازی باقی‌مانده از جریان گدازه باشد که در امتداد لایه‌هایی ردیف شده‌اند؛ این لایه‌ها زمانی پدید آمده‌اند که سنگ مذاب پیش از سرد شدن در حال جریان بوده است. این حباب‌ها می‌توانند جلوه‌هایی دیدنی مانند درخشش طلایی ایجاد کنند (ابسیدین درخشان). درخشش رنگین‌تابی شبیه رنگین‌کمان (ابسیدین آتشین) ناشی از نانوذره‌های مگنتیت است که تداخل لایه‌نازک ایجاد می‌کنند. ابسیدین راه‌راه و رنگارنگ (ابسیدین رنگین‌کمانی) که از مکزیک به دست می‌آید، دارای نانومیله‌های جهت‌گیری‌شده از هدانبرژیت است که جلوه‌های راه‌راه رنگین‌کمانی را از طریق تداخل لایه‌نازک ایجاد می‌کنند.

## پراکندگی

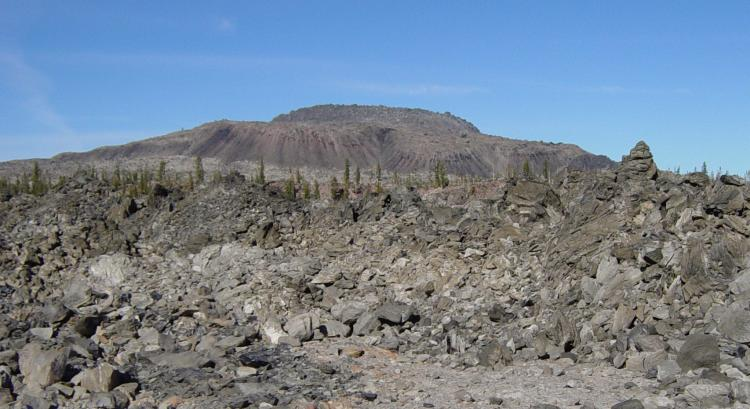
کوه شیشه‌ای، یک جریان بزرگ ابسیدین در آتشفشان مدیسن لیک در کالیفرنیا

ابسیدین در نزدیکی آتشفشان‌ها و در مناطقی یافت می‌شود که فوران‌های ریولیتی در آن‌ها رخ داده است. این ماده در کشورهای زیر پیدا می‌شود: آرژانتین، ارمنستان، جمهوری آذربایجان، استرالیا، کانادا، شیلی، گرجستان، اکوادور، السالوادور، یونان، گواتمالا، مجارستان، ایسلند، اندونزی، ایتالیا، ژاپن، کنیا، مکزیک، نیوزیلند، پاپوآ گینه نو، پرو، آتشفشان‌های کامچاتکا، اسکاتلند، جزایر قناری، ترکیه و ایالات متحده. جریان‌های بزرگ ابسیدین که قابلیت پیاده‌گردی بر روی آن‌ها وجود دارد در کاسه آتشفشانی آتشفشان‌های نیوبری (جریان بزرگ ابسیدین، با وسعت ۷۰۰ جریب)، مدیسن لیک در کسکیدز شمال‌غرب آمریکا و دهانه‌های اینیو شرق سیرا نوادا در کالیفرنیا یافت می‌شوند. در پارک ملی یلواستون نیز در دامنه‌ای میان مموت هات اسپرینگز و Norris Geyser Basin، ابسیدین یافت می‌شود. افزون بر این، در ایالت‌های غربی آمریکا چون آریزونا، کلرادو، نیومکزیکو، تگزاس، یوتا، واشینگتن، اورگن و آیداهو نیز ذخایری از این ماده موجود است.
در ناحیهٔ مرکزی مدیترانه، تنها چهار منطقهٔ اصلی ذخیره وجود دارد: لیپاری، پانتلریا، Palmarola و Monte Arci در ساردینیا.
منابع کهن در ناحیهٔ اژه شامل میلوس و گیالی بوده‌اند.
در آناتولی مرکزی، شهر اسیگل و کوه گولو مهم‌ترین منابع شناخته‌شدهٔ ابسیدین بودند که نقش کلیدی در دوران پیشاتاریخ خاور نزدیک ایفا کردند.

## کاربرد در دوران پیشاتاریخ و تاریخی

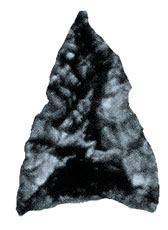
نوک پیکان ساخته‌شده از ابسیدین

نخستین شواهد باستان‌شناسیِ شناخته‌شده از کاربرد ابسیدین به کاریاندوسی در کنیا و دیگر محوطه‌های متعلق به دورهٔ آشولی بازمی‌گردد که از حدود ۷۰۰٬۰۰۰ پیش از میلاد تاریخ‌گذاری شده‌اند، گرچه تنها شمار اندکی ابزار در این مکان‌ها یافت شده است. ساخت تیغه‌های ابسیدینی در لیپاری در اواخر دوران نوسنگی به سطح بالایی از مهارت رسیده بود و این ابزارها تا سیسیل، درهٔ جنوبی رود پو و کرواسی مبادله می‌شدند. تیغه‌های ابسیدینی در آیین‌های ختنه و بریدن بند ناف نوزادان نیز به کار می‌رفتند. منابع ابسیدین آناتولی از حدود ۱۲٬۵۰۰ پیش از میلاد، در سرزمین شام و کردستان عراق امروزی مورد استفاده بودند. آثار ابسیدینی در تل براک، یکی از نخستین مراکز شهری در میان‌رودان، که به اواخر هزارهٔ پنجم پیش از میلاد بازمی‌گردد، به‌وفور یافت شده‌اند. در عصر سنگ، ابسیدین به‌دلیل توانایی آن در ایجاد تیغه‌های تیز یا نوک پیکان از طریق فرایند سنگ‌کَنی، بسیار ارزشمند بود. مانند سنگ آتش‌زنه، ابسیدین با شکستگی صدفی می‌شکند. همچنین آن را جلا می‌دادند تا آینه‌های ابتدایی بسازند. باستان‌شناسی نوین با استفاده از روش تاریخ‌گذاری نسبی، سامانه‌ای به نام تاریخ‌گذاری آبدیدگی ابسیدین ابداع کرده است تا سن دست‌ساخته‌های ابسیدینی را محاسبه کند.

### اروپا
دست‌ساخته‌های ابسیدینی نخستین‌بار در قارهٔ اروپا در اروپای مرکزی و در دورهٔ پارینه‌سنگی میانی ظاهر شدند و تا دورهٔ پارینه‌سنگی زبرین رواج یافتند، گرچه در این زمینه استثناهایی نیز وجود دارد. ابسیدین در انقلاب نوسنگی نقش مهمی ایفا کرد. این ماده عمدتاً برای ساخت ابزارهای تراش‌خورده استفاده می‌شد که به دلیل خاصیت ذاتی خود، بسیار تیز بودند. آثار ابسیدینی در فرهنگ‌های نوسنگی مختلف در سراسر اروپا یافت شده‌اند. منبع ابسیدین برای فرهنگ‌هایی که در سرزمین یونان و اطراف آن سکونت داشتند، جزیرهٔ میلوس بود؛ فرهنگ استارچوو–کوروش–کریش ابسیدین را از منابعی در مجارستان و اسلواکی تأمین می‌کرد، درحالی‌که مجموعهٔ فرهنگی کاردیوم–ایمپرسو ابسیدین خود را از منابع جزیره‌ای در دریای مدیترانه مرکزی به‌دست می‌آورد. این اشیاء از طریق مبادله، به سرزمین‌هایی در هزاران کیلومتر دورتر از منبع اصلی خود منتقل شدند؛ موضوعی که نشان می‌دهد این ماده کالایی بسیار ارزشمند بوده است. جان دی آینه‌ای داشت که از ابسیدین ساخته شده بود و میان سال‌های ۱۵۲۷ تا ۱۵۳۰ پس از فتح مکزیک به‌دست هرناندو کورتس، از آن سرزمین به اروپا آورده شده بود.

### خاورمیانه و آسیا

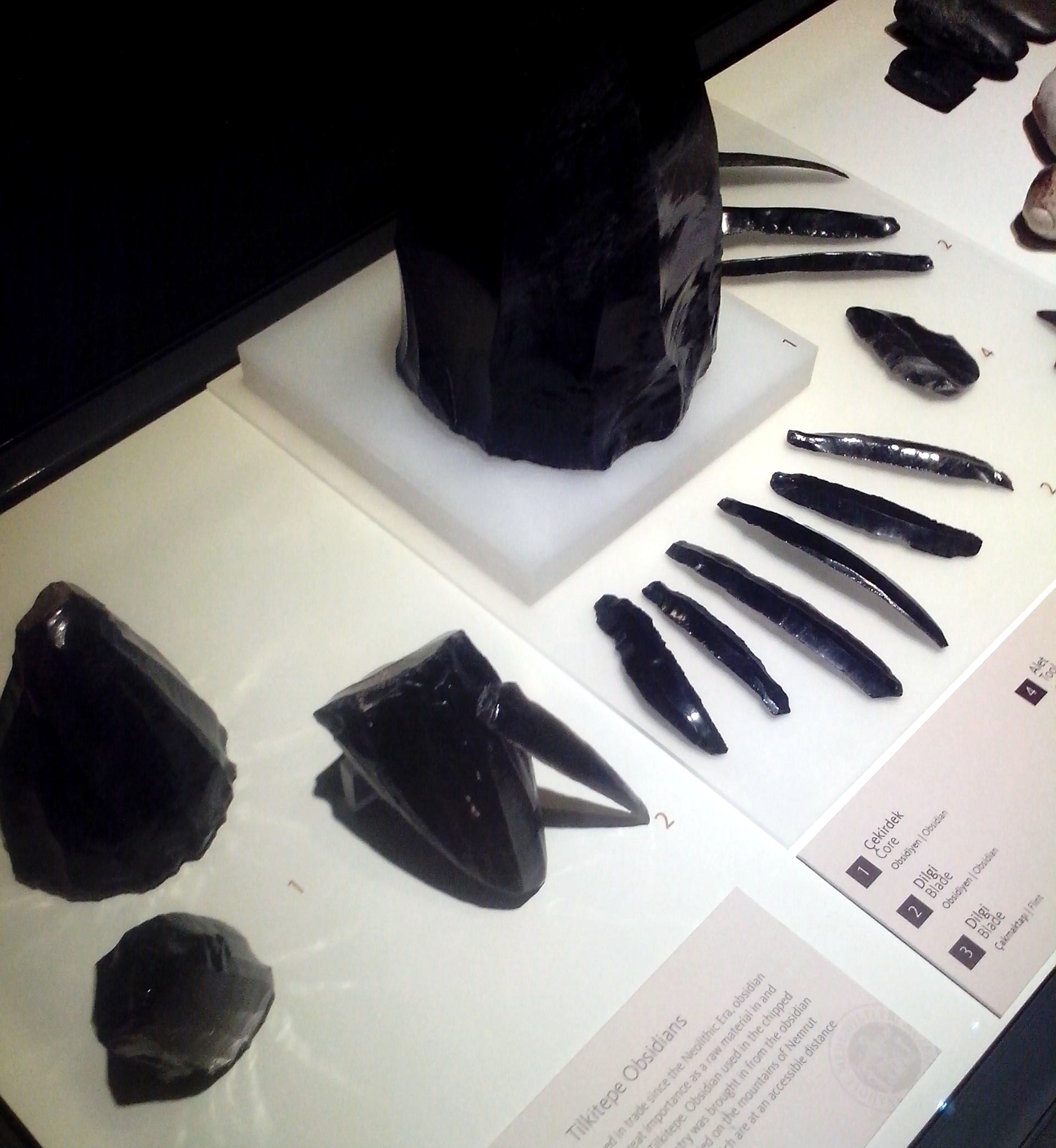
ابزارهای ابسیدینی از تِلک‌تپه، ترکیه، هزارهٔ پنجم پیش از میلاد. موزهٔ تمدن‌های آناتولی

در دوره عبید در هزاره پنجم (پیش از میلاد), تیغه‌هایی از ابسیدین استخراج‌شده از برون‌زدهایی در ترکیهٔ امروزی ساخته می‌شدند. در مصر باستان از ابسیدینی استفاده می‌شد که از نواحی شرق مدیترانه و جنوب دریای سرخ وارد می‌شد. در ترکیه، انبره‌هایی از ابسیدین یافته شده‌اند که قدمت آن‌ها به پیش از ۲۱۰۰ پیش از میلاد بازمی‌گردد. در ناحیهٔ شرق مدیترانه، ابسیدین برای ساخت ابزار، آینه و اشیاء زینتی به کار می‌رفت.
در ژاپن نیز در نزدیکی مناطق آتشفشانی، استفاده از ابزارهای ابسیدینی رایج بود. استخراج ابسیدین در ژاپن به دورهٔ جومون بازمی‌گردد.
ابسیدین همچنین در محوطهٔ گیلات در غرب صحرای نگب اسرائیل کشف شده است. در این محل، هشت شیء ابسیدینی مربوط به دورهٔ مس‌سنگی یافت شده‌اند که منشأ آن‌ها به منابع ابسیدین در آناتولی بازمی‌گردد. تحلیل فراکافت شیمیایی نوترونی (NAA) بر روی ابسیدین‌های این مکان به روشن‌شدن مسیرهای تجاری و شبکه‌های تبادلی ناشناخته کمک کرده است.

### آمریکا

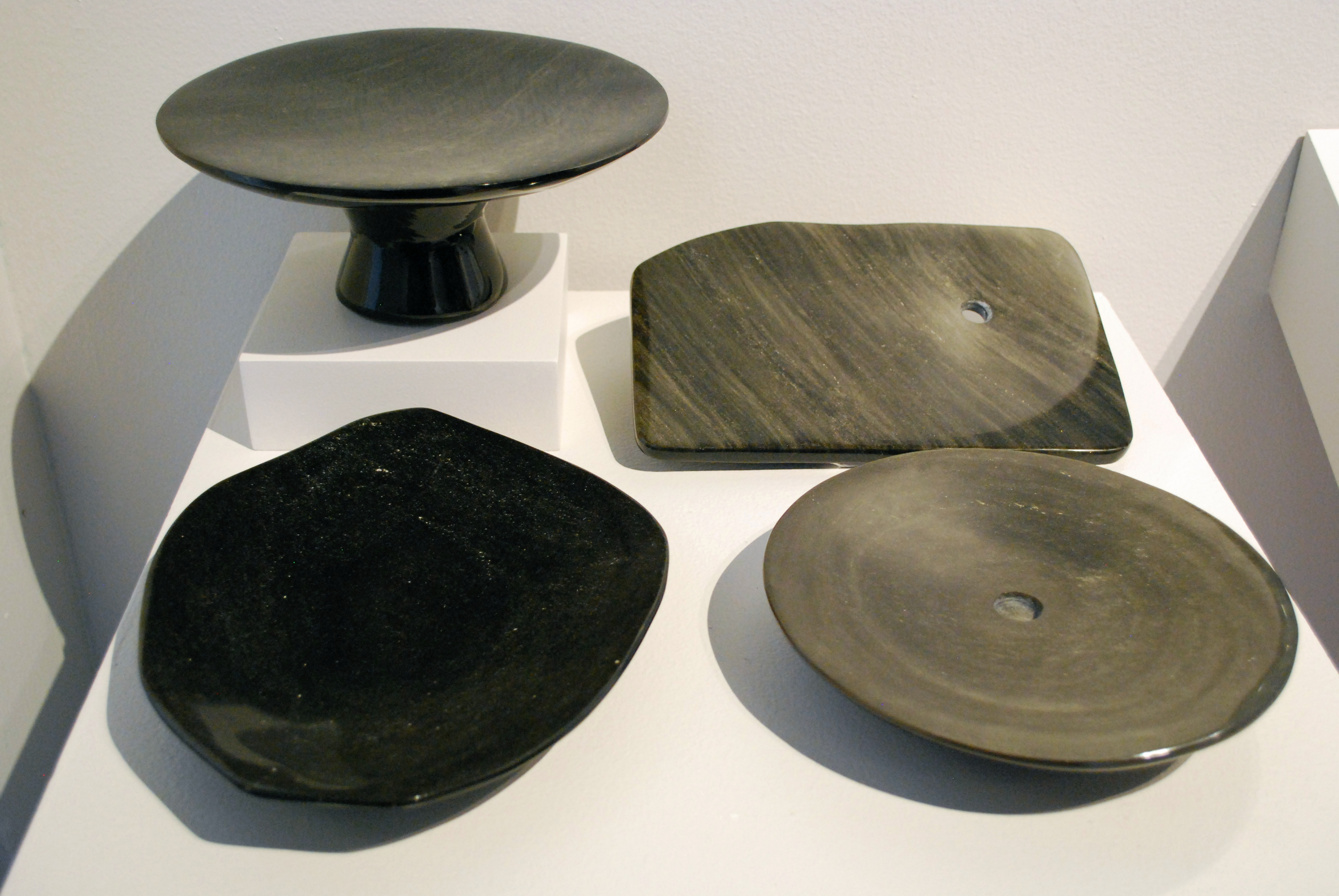
ظروف و اشیای ابسیدینی ساخته‌شده توسط ویکتور لوپز پلکاستره از ناپالیو، ایپازویکان، هیدالگو. در موزهٔ هنر مردمی، مکزیکوسیتی به نمایش درآمده است.

تحلیل سنگ‌شناختی به درک جوامع پیشاکلمبی در آمریکای میانه کمک می‌کند. تحلیل دقیق ابسیدین در یک فرهنگ یا مکان می‌تواند برای بازسازی بازرگانی، تولید و توزیع، و به‌تبع آن درک جنبه‌های اقتصادی، اجتماعی و سیاسی تمدن‌ها سودمند باشد. چنین تحلیلی در شهر مایایی Yaxchilán انجام شده، جایی که حتی ابعاد نظامی استفاده از ابسیدین و بقایای آن مورد مطالعه قرار گرفته است. نمونه‌ای دیگر، بازیابی باستان‌شناسی در محوطه‌های ساحلی قوم چوماش در کالیفرنیاست که نشان از دادوستد گسترده با مکانی دوردست به نام Casa Diablo Hot Springs در سیرا نوادا دارد.
ابزارهای ابسیدینی یافت‌شده در میسیون سنتا کلارا نشان می‌دهند که شبکه‌هایی از تبادل میان قبایل مختلف در کالیفرنیا وجود داشته است. ابسیدین در کالیفرنیا از پنج منبع اصلی در سراسر ایالت منشأ می‌گیرد و با بررسی ابزارهای یافت‌شده در میسیون سنتا کلارا مشخص شد که هر پنج منشأ اصلی ابسیدین در آن‌جا نمایندگی داشته‌اند.

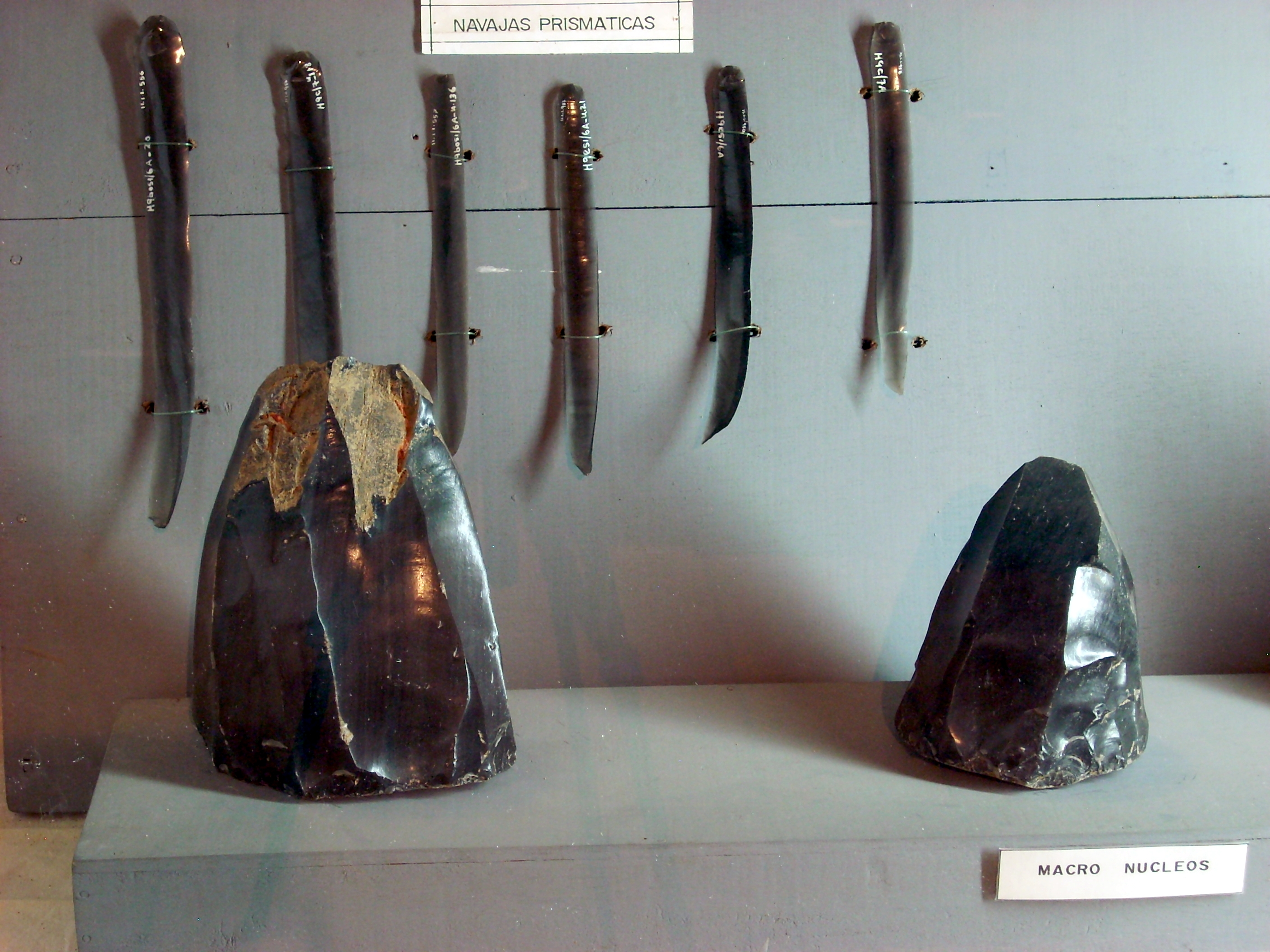
ابسیدین خام و تیغه‌های ابسیدینی از محوطهٔ مایایی تاکالیک آباج

کاربرد ابسیدین در میان مردم آمریکایی مرکزی دوران پیشاکلمبی گسترده و پیچیده بود؛ از جمله تراش و حجاری ابسیدین برای ساخت ابزار و اشیای زینتی. مزوامریکایی‌ها همچنین نوعی شمشیر می‌ساختند که در آن تیغه‌های ابسیدینی بر روی بدنه‌ای چوبی نصب می‌شدند. این سلاح macuahuitl نام داشت و می‌توانست آسیب‌های بسیار شدیدی وارد کند، زیرا برش تیز تیغهٔ ابسیدینی را با برندگی زبر یک سلاح دندانه‌دار ترکیب می‌کرد. نوع سلاح تیرچه‌دار این سلاح tepoztopilli نام داشت.
آینه‌های ابسیدینی توسط برخی کاهنان آزتک برای پیشگویی و دیدن رؤیاها استفاده می‌شدند. این آینه‌ها با تزکاتلیپوکا، ایزد ابسیدین و جادو، مرتبط بودند؛ نام او در زبان ناهواتل به‌معنای «آینهٔ دودآلود» است.

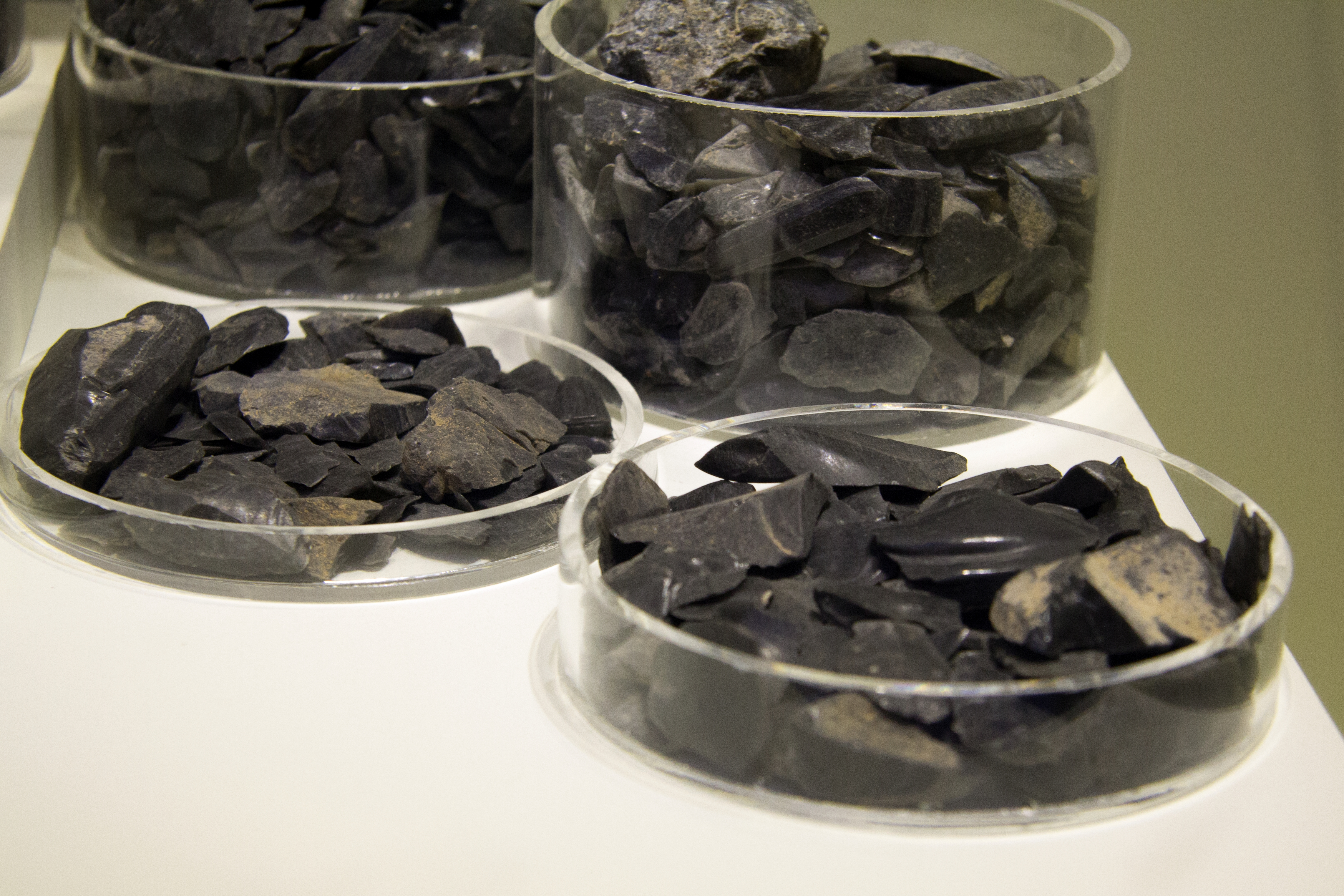
ابسیدین واردشده از میلوس، یافته‌شده در مینوسی‌ها

بومیان قارهٔ آمریکا ابسیدین را در سراسر قاره‌ها مبادله می‌کردند. هر آتشفشان، و گاه هر فوران آتشفشانی، نوع خاصی از ابسیدین تولید می‌کند که با آن از دیگر انواع تمیز داده می‌شود. این ویژگی به باستان‌شناسان امکان می‌دهد تا با روش‌هایی مانند پرتوشکافی پرتو ایکس پخشیِ بدون‌تخریب، ترکیب عناصر جزئی موجود در نمونهٔ زمین‌شناختی و شیء باستانی را مقایسه کرده و خاستگاه دقیق آن شیء را مشخص کنند. همین روش‌های ردیابی در یونان نیز نشان داده‌اند که ابسیدینِ یافت‌شده از جزایر میلوس، نیسیروس یا گیالی در دریای اژه منشأ گرفته است. هسته‌ها و تیغه‌های ابسیدینی از مناطق ساحلی تا مسافت‌های دوردست در خشکی مبادله می‌شدند.
در شیلی، ابزارهای ابسیدینی منشأگرفته از چایتن تا منطقهٔ Chan-Chan در ۴۰۰ کیلومتری شمال آتشفشان، و همچنین در محوطه‌هایی در ۴۰۰ کیلومتری جنوب آن یافت شده‌اند.

### اقیانوسیه
فرهنگ لاپیتا که حدود ۱۰۰۰ پیش از میلاد در پهنه‌ای گسترده از اقیانوس آرام فعال بود، از ابزارهای ابسیدینی به‌طور گسترده استفاده می‌کرد و در بازرگانی دوربرد ابسیدین نیز شرکت داشت. پیچیدگی فنون ساخت این ابزارها و دقتی که در نگهداری‌شان صرف می‌شد، نشان می‌دهد که فراتر از کارکرد عملی، احتمالاً نمادی از منزلت یا جایگاه اجتماعی نیز بودند.
ابسیدین همچنین در جزیره ایستر برای ساخت ابزارهای برنده مانند «ماتایا» و همچنین برای ساخت مردمک چشم‌های موآی (مجسمه‌های جزیره)، که با حلقه‌هایی از استخوان پرنده احاطه می‌شدند، به‌کار می‌رفت. از ابسیدین برای نگارش نگاره‌های رونگورونگو نیز استفاده شده است.

## کاربرد امروزی
ابسیدین را می‌توان برای ساخت چاقوهایی بسیار تیز به‌کار برد. تیغه‌های ابسیدینی نوعی چاقوی شیشه‌ای هستند که از شیشهٔ طبیعی (ابسیدین) به‌جای شیشهٔ ساختگی ساخته می‌شوند. برخی از جراحان از ابسیدین برای تیغه‌های چاقوی جراحی استفاده می‌کنند، هرچند سازمان غذا و داروی آمریکا آن را برای کاربرد در انسان تأیید نکرده است. تیغه‌های ابسیدینی خوش‌تراش، مانند سایر چاقوهای شیشه‌ای، می‌توانند دارای لبه‌ای چندین برابر تیزتر از تیغه‌های جراحی فولادیِ مرغوب باشند؛ ضخامت لبهٔ برندهٔ این تیغه‌ها تنها حدود سه نانومتر است. همهٔ چاقوهای فلزی، در زیر میکروسکوپ نیرومند، لبه‌ای دندانه‌دار و نامنظم دارند، اما تیغه‌های ابسیدینی حتی زیر میکروسکوپ الکترونی روبشی نیز صاف و هموار باقی می‌مانند. در یک پژوهش، برش‌هایی که با تیغه‌های ابسیدینی در بدن موش انجام شده بود، پس از هفت روز، واکنش‌های التهابی (مانند تولید گلبول سفید و بافت دانه‌ای) کمتری نسبت به تیغه‌های فلزی نشان دادند، گرچه این تفاوت‌ها پس از بیست‌ویک روز ناپدید شد. دان کراب‌تری تیغه‌های جراحی ابسیدینی ساخته و دربارهٔ آن مقالاتی منتشر کرده است. تیغه‌های ابسیدینی برای کاربرد در آزمایش جانوران به فروش می‌رسند.
عیب اصلی تیغه‌های ابسیدینی، شکنندگی آن‌ها در مقایسه با تیغه‌های فلزی است، و همین امر کاربردهای جراحی آن را محدود به زمینه‌هایی تخصصی می‌کند که در آن شکنندگی مشکلی ایجاد نمی‌کند.

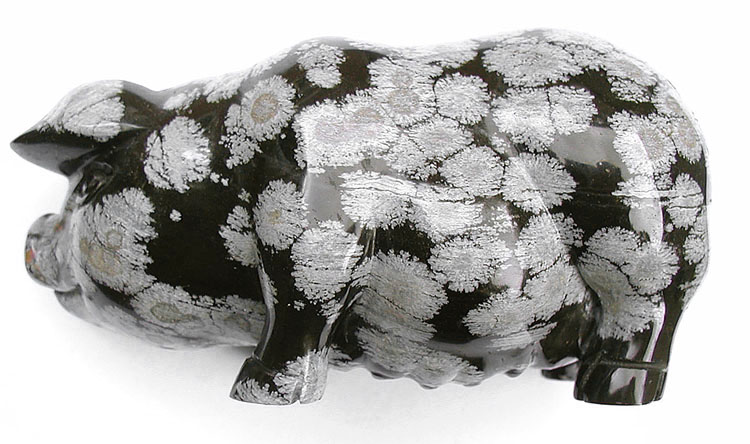
مجسمهٔ خوک ساخته‌شده از ابسیدین برفی، به طول ۱۰ سانتی‌متر. نقش‌های سفیدرنگ، اسفرولیت هستند.

ابسیدین همچنین به‌منظور زینتی و به‌عنوان گوهرسنگ به‌کار می‌رود. این سنگ بسته به زاویهٔ برش، ظاهر متفاوتی دارد: در یک جهت سیاهِ پرکلاغی و در جهت دیگر خاکستری درخشان است. «اشک‌های آپاچی» گونه‌ای از توده‌های گرد ابسیدین هستند که اغلب درون خمیره سفید-خاکستریِ پرلایت یافت می‌شوند.
پایه ستونی برای گرامافون از دههٔ ۱۹۷۰ به این‌سو از ابسیدین ساخته شده‌اند، مانند پایهٔ خاکستری-سیاه مدل SH-10B3 از شرکت تکنیکس.